# Nikolaus Joseph von Jacquin
Nikolaus Joseph Freiherr von Jacquin (ook wel Baron Nikolaus von Jacquin en Jacquin Miklós József) (Leiden, 16 februari 1727 - Wenen, 26 oktober 1817) was een Nederlands-Oostenrijkse geneeskundige, scheikundige en plantkundige.

## Afkomst en opleiding
Von Jacquin was de kleinzoon van een Fransman die in de tweede helft van de zeventiende eeuw naar Nederland was geëmigreerd. Zijn moeder kwam uit een adellijke Nederlandse familie. Zijn vader, een vooraanstaand laken- en fluweelfabrikant, was een bewonderaar van de grote schrijvers uit de oudheid en zorgde ervoor dat zijn zoon een gedegen klassieke opleiding kreeg.
Na het gymnasium besloot Von Jacquin aanvankelijk theologie te gaan studeren in Leiden. Hij stapte echter al snel over naar geneeskunde. Door de dood van zijn vader kwam hij in geldnood, waarna hij een goede vriend van zijn vader, Gerard van Swieten, om hulp vroeg. Van Swieten was een vooraanstaand medicus in Wenen, en nodigde Von Jacquin uit om zijn studie aan de Universiteit van Wenen te voltooien.
Tussen 1754 en 1759 werd Von Jacquin naar de Caraïben en Zuid-Amerika gestuurd door keizer Frans I Stefan, met als doel de keizerlijke natuurhistorische collecties op Schloss Schönbrunn uit te breiden. Hij kwam terug met een grote verzameling balgen, gedroogde planten en monsters van mineralen.

## Wetenschappelijke carrière
Von Jacquin werd in 1763 hoogleraar mineralogie en mijnbouw aan de Mijnacademie in Schemnitz (Selmec, toen gelegen in Hongarije, nu bekend als Banská Štiavnica in Slowakije). In 1768 werd hij benoemd tot hoogleraar plantkunde en chemie aan de Medische Faculteit van de Universiteit van Wenen. Tevens werd hij directeur van de hortus botanicus aldaar. Hij was hoogleraar tot 1796, en in 1809 werd hij benoemd tot rector van de universiteit. Zijn huis, waar Mozart een frequente bezoeker was, speelde een niet onbelangrijke rol in het Weense wetenschappelijke en sociale leven. In 1774 werd hij in de adelstand verheven en in 1806 werd hij tot baron benoemd. De Royal Society in Londen, de Académie des sciences in Parijs en de Nederlandse Academie van Wetenschappen in Amsterdam onderscheidden hem met een buitengewoon lidmaatschap. Von Jacquin schreef ook een scheikundeleerboek voor apothekers en artsen, later uitgebreid door zijn zoon Josef Franz. Het werd een algemeen bekend leerboek, en werd vertaald in het Engels en Nederlands.
Von Jacquin werd later bij de Weense universiteit opgevolgd door zijn zoon Joseph Franz von Jacquin.

## Vriendschap met Mozart
De familie Von Jacquin raakte in Wenen intiem bevriend met Mozart. Zoon Gottfried moet een bijzonder innemende jongeman zijn geweest, omdat Mozart hem enkele werken ten geschenke deed die Gottfried vervolgens voor zijn eigen werk mocht laten doorgaan. Waaronder de aria Das Traumbild (KV 530). Uit Mozarts brieven blijkt een opvallend grote waardering voor de persoonlijkheid van Gottfried, evenals voor diens "goede ouders". Mozart droeg verscheidene werken op aan de gehele familie Von Jacquin, waaronder het Kegelstatt Trio (KV498), dat bij de familie ten huize in première ging.

## Publicaties
- Enumeratio systematica plantarum (1760)[4]
- Enumeratio Stirpium Plerarumque (1762)
- Selectarum Stirpium Americanarum (1763)[5]
- Observationum Botanicarum (part 1 1764, part 2 1767, part 3 1768, part 4 1771)
- Hortus Botanicus Vindobonensis (3 volumes, 1770–1776) with plates by Franz Anton von Scheidel[6]
- Florae Austriacae (5 volumes, 1773–1778)[7]
- Icones Plantarum Rariorum (3 volumes, 1781–1793)[8]
- Plantarum Rariorum Horti Caesarei Schoenbrunnensis (4 volumes, 1797–1804)[9]
- Fragmenta Botanica 1804–1809 (1809)[10]
- Nicolai Josephi Jacquin collectaneorum supplementum ...
- Oxalis :Monographia iconibus illustrata
- Dreyhundert auserlesene amerikanische Gewächse nach linneischer Ordnung (with Zorn, Johannes)
- Nikolaus Joseph Edlen von Jacquin's Anfangsgründe der medicinisch-practischen Chymie : zum Gebrauche seiner Vorlesungen . Wappler, Wien 1783 Digital edition by the University and State Library Düsseldorf
- Nikolaus Joseph Edlen von Jacquin's Anfangsgründe der medicinisch-practischen Chymie : zum Gebrauche seiner Vorlesungen . Wappler, Wien 2. Aufl. 1785 Digital edition by the University and State Library Düsseldorf

## Nagedachtenis
Von Jacquins naam leeft voort in de geslachten Jacquinia (Theophrastaceae) en Jacquiniella (Orchidaceae).
- Bibsys: 90089706
- Biblioteca Nacional de Chile: 000384384
- Biblioteca Nacional de España: XX1668840
- Bibliothèque nationale de France: cb121452544 (data)
- Author citation (botany): Jacq.
- Biografisch Portaal: 85409755
- CiNii: DA02136036
- Digitale Bibliotheek voor de Nederlandse Letteren: jacq004
- Stuttgart Database of Scientific Illustrators 1450–1950: 3487
- Gemeinsame Normdatei: 118556452
- International Standard Name Identifier: 0000 0000 8137 8515
- Library of Congress Control Number: n85381568
- Mathematics Genealogy Project: 124486
- Nationale Bibliotheek van Tsjechië: nlk20000090319
- Nationale bibliotheek van Australië: 35240716
- Nationale Bibliotheek van Israël: 987007278053605171
- Nationale Bibliotheek van Polen: a0000002961176
- Nederlandse Thesaurus van Auteursnamen: 068851693
- Réseau des bibliothèques de Suisse occidentale: 02-A012128971
- RKD-Nederlands Instituut voor Kunstgeschiedenis: 41499
- LIBRIS: 170632
- SNAC: w6sj1wsx
- Système universitaire de documentation: 073964336
- Museum of New Zealand Te Papa Tongarewa: 50591
- Trove: 878138
- Union List of Artist Names: 500072663
- Virtual International Authority File: 59120694
- WorldCat: E39PCjCWfRPhgPf4hWKr4RHKVC